# Окућница кнеза Јовице Милутиновића
Окућница кнеза Јовице Милутиновића се налази у Санковићу, насељеном месту на територији општине Мионица, представља непокретно културно добро као споменик културе. С обзиром на углед, положај и финансијску моћ, окућница је била репрезентативна за то време и средину.
Окућница је формирана почетком треће деценије 19. века и до данас су сачувани конак, вајат и амбар. Конак са четири просторије подигнут је на високим каменим темељима, са подрумом испод целе зграде. Зграда је урађена у бондруку, са испуном од ћерпича и четвороводним кровом покривеним ћерамидом.
Вајат је подигнут од масивних ућертаних талпи. Служио је за смештај кнезових моммака-војника, а уникатним га чини тавански простор, на који се стизало преко дрвених степеница, „душема” на којој се спавало и пушкарнице, мали отвори прорезани на талпама.
Амбар је из старијег начина градње, што се огледа по интегралном конструктивном склопу рађеном ћертом.